# Duelo en Uruguay
Duelo en Uruguay refiere a la práctica por la cual se enfrentan dos personas en este tipo de combate en territorio Uruguayo. Esta forma de combate existe desde los albores de la colonización del territorio del actual Uruguay, probablemente vinculada a la inmigración europea, donde el duelo fue una práctica común en el siglo XIX y principios del XX. En buena parte de la historia de Uruguay los duelos estuvieron prohibidos, pero luego del famoso enfrentamiento entre quien fuera presidente José Batlle y Ordóñez y Washington Beltrán Barbat, en el cual este último perdió la vida, se promulgó una ley que los legalizaba bajo ciertas circunstancias. La legalidad de los duelos se mantuvo hasta 1992, cuando fue derogada por medio de una ley.

## Historia

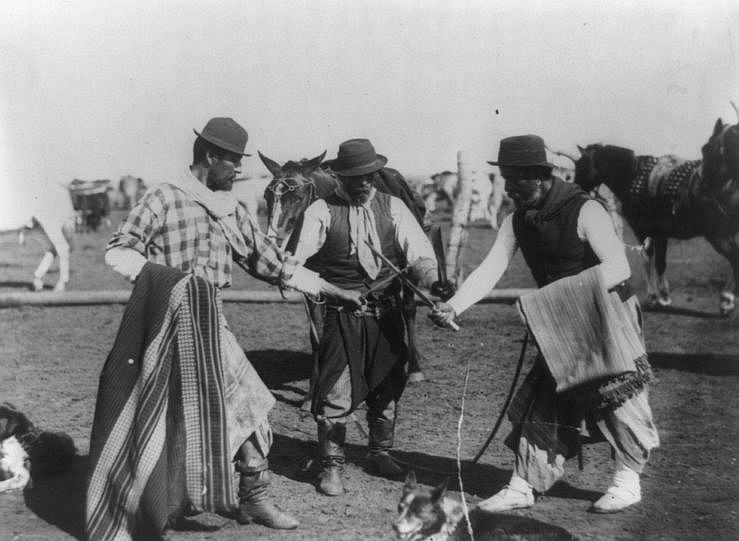
Gauchos del Río de la Plata en posición de duelo.

Desde incluso antes de convertirse en una república independiente, la figura del duelo estaba prohibida en el territorio del actual Uruguay. El 13 de enero de 1815, el Cabildo de Montevideo, promulgó un decreto del Director Supremo de las Provincias Unidas del Río de la Plata, por el cual se prohibía todo duelo, "Bajo pena de muerte al que lo executare ya como desafiador, desafiado o padrinos".

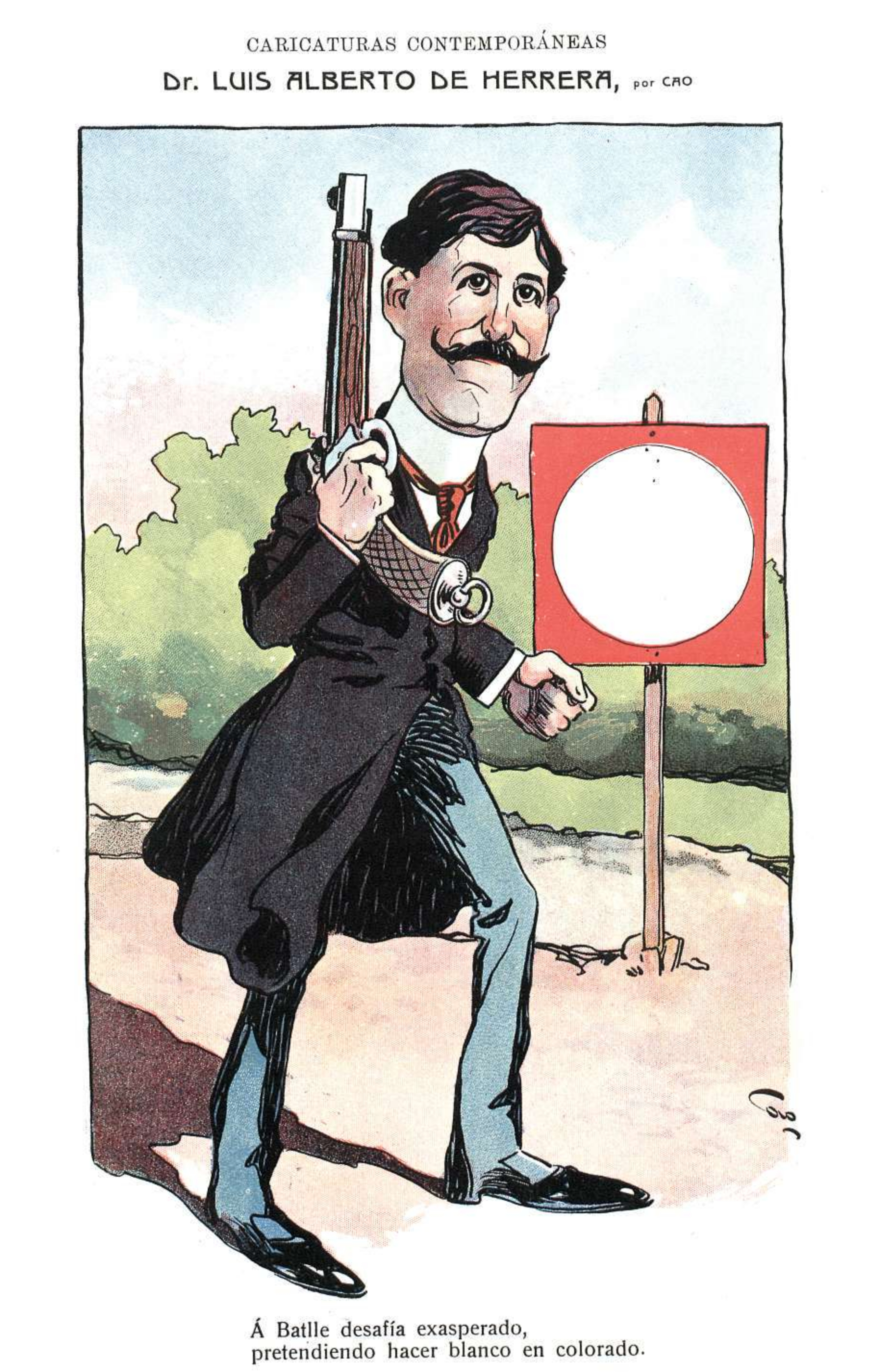
Caricatura de Luis Alberto de Herrera que evoca el reto a duelo que este le realizara a José Batlle y Ordóñez, por el cual finalmente terminó batiendose con un hijo de la esposa de Batlle, Ruperto Michaelson Pacheco en 1906.

El duelo entre las clases bajas era una forma habitual de saldar pleitos. En el medio rural, el llamado duelo criollo era una práctica común entre los gauchos, y se llevaba a cabo en un violento enfrentamiento que muchas veces terminaba con la muerte de uno de los contendientes. La práctica incluía el uso de un arma blanca como un cuchillo largo o facón y un poncho envolviendo un brazo a modo de escudo. Aunque sucedían en forma habitual, estos duelos no eran legales, y frecuentemente eran castigados por los dueños de estancias o fuerzas del orden.
Los duelos también acontecían entre otros grupos sociales, como políticos y militares, aunque rodeados de otro tipo de códigos.

### Duelos famosos
Algunos de los duelos más resonados del siglo XIX fueron:
- Juan Zufriateguy y Juan Antonio Lavalleja en 1827, sin consecuencias.
- Juan Carlos Gómez y Nicolás A. Calvo a pistola en Palermo (Buenos Aires) en 1856. Ninguno de ellos fue herido.
- José Cándido Bustamante y Servando F. Martínez a pistola en 1866, en el que resultó muerto Martínez.
- El periodista argentino Benito Neto y José Pedro Varela, en Buenos Aires en 1870, donde se encontraba exiliado este último. El duelo se realizó a espadas y no tuvo consecuencias graves para ninguno de ellos.
- El ocurrido entre dos tenientes del ejército, Joaquín Tejera y Guillermo Ruprecht a pistola en 1892, en el que muere Tejera.
- Eugenio Garzón y Carlos María Ramírez a pistola, en 1894 sin consecuencias para los contendientes.

En el siglo XX los duelos continuaron, siendo uno de ellos entre Juan Andrés Ramírez y el expresidente por dos períodos José Batlle y Ordóñez a pistola en 1919, en el que ambos resultaron ilesos. No obstante, el duelo más famoso fue el que tuvo lugar entre José Batlle y Ordóñez y el joven periodista, Washington Beltrán Barbat, desencadenado por una nota que este último escribió sobre el primero. El duelo se llevó a cabo el 2 de abril de 1920 y tuvo como resultado la muerte de Beltrán. A diferencia de los duelos criollos, este tipo de duelos contaban con una serie de formalidades, como la elección de padrinos y la definición de armamento y lugar de la contienda.

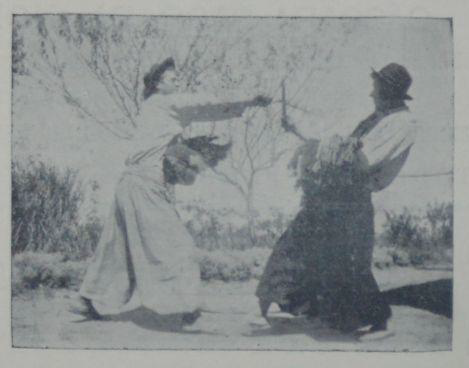
Duelo en acción.

No obstante, al no existir una habilitación legal para los duelos, los contendientes podían ser enjuiciados por asesinato o enfrentarse a otras consecuencias. Esto cambió pocos meses después del enfrentamiento de Batlley Ordóñez y Beltrán Barbat, ya que el 6 de agosto de 1920 fue promulgada una "Ley de duelos".
En medio de la críticas situaciones políticas y sociales de la década de 1970, se hicieron habituales los duelos entre políticos y militares uruguayos. De estos enfrentamientos se destacan los que tuvieron lugar entre Manuel Flores Mora y Julio María Sanguinetti, Manuel Flores Mora y Jorge Batlle, Danilo Sena y Enrique Erro y entre Líber Seregni y Juan Pedro Ribas.
El rechazo de la opinión pública uruguaya y extranjera a los duelos se hizo manifiesto en 1990, cuando el periodista Federico Fasano Mertens, director del diario La República, fue desafiado por el inspector de policía Saúl Clavería (director de la Dirección Nacional de Información e Inteligencia entre 1970 y 1974, durante el gobierno dictatorial). La ley de duelos fue finalmente derogada por medio del artículo 1º de la ley 16.274 del 6 de julio de 1992.